# Andro (India)
Andro is een nagar panchayat (plaats) in het district Imphal-Oost van de Indiase staat Manipur. 

## Demografie
Volgens de Indiase volkstelling van 2001 wonen er 8.313 mensen in Andro, waarvan 50% mannelijk en 50% vrouwelijk is. De plaats heeft een alfabetiseringsgraad van 47%. 